# Sphaeromopsis persikolpos
Sphaeromopsis persikolpos är en kräftdjursart som beskrevs av Khalaji-Pirbalouty och Johann-Wolfgang Wägele 2009. Sphaeromopsis persikolpos ingår i släktet Sphaeromopsis och familjen klotkräftor. Inga underarter finns listade i Catalogue of Life.